# Comunione e Liberazione
Comunione e Liberazione (CL) è un movimento cattolico fondato nel 1954 dal sacerdote don Luigi Giussani.
Il Movimento conta circa centomila aderenti diffusi in oltre ottanta Paesi di tutti i continenti. Comunione e Liberazione esercita anche una forte influenza politica, culturale ed economica sul territorio italiano.
Espressione pubblica del Movimento è il Meeting per l’amicizia fra i popoli che, dal 1980, si tiene ogni anno a Rimini alla fine d’agosto e che propone una riflessione e un confronto aperto su temi sociali, religiosi, politici ed artistici, attraverso una serie di incontri, dibattiti ed eventi. Al Meeting hanno partecipato numerose figure di spicco della realtà politica, culturale e sociale italiana e mondiale.
Dal Movimento è nata anche la Compagnia delle Opere, un’associazione nazionale non confessionale, ma ispirata alla dottrina sociale della Chiesa, nata nel 1986 e a cui aderiscono migliaia di imprese italiane ed estere.
Dal Movimento è poi nata la Fraternità di Comunione e Liberazione che viene riconosciuta come Associazione universale di fedeli. Il presidente della Fraternità a succedere Don Giussani fu Julián Carrón il quale, terminato il suo mandato nel 2021 lascerà il posto al biochimico Davide Prosperi, il quale è tuttora presidente. Il primo riconoscimento ufficiale da parte della Santa Sede della Fraternità è datato 11 luglio 1980, e porta la firma dell'abate di Montecassino; in seguito, vi sarà quello del Pontificio Consiglio per i Laici l'11 febbraio 1982. La Fraternità di CL, che prevede l'iscrizione formale e l'adesione allo statuto, è il modo con cui il singolo adulto afferma la propria responsabilità e il proprio impegno per la vita del Movimento.
Oltre alla Fraternità di CL proposta agli adulti, la presenza del Movimento è molto radicata negli ambienti studenteschi: per i ragazzi delle scuole medie è proposta l'esperienza dei Cavalieri del Graal; nel mondo delle scuole superiori ha ancora il nome di Gioventù Studentesca; mentre nelle università italiane è radicata la presenza del CLU (Comunione e Liberazione - Universitari). Del Movimento, inoltre, fanno parte anche esperienze di vita consacrata, quali ad esempio i Memores Domini, la Fraternità Sacerdotale dei Missionari di San Carlo Borromeo, le Suore di carità dell'Assunzione, oltre a numerose vocazioni nell'ambito di famiglie religiose già esistenti (carmelitani, benedettini, francescani, trappisti, etc).

## Storia

### Periodo di GS (1954-1969)
L'origine di Comunione e Liberazione risale al 1954, quando don Luigi Giussani decise di lasciare il magistero presso il seminario di Venegono per insegnare religione cattolica al liceo classico Giovanni Berchet di Milano. In seguito ai quotidiani incontri con gli studenti don Giussani divenne assistente di Azione Cattolica per il ramo di Gioventù Studentesca (GS) che in pochi anni si diffuse all'interno e oltre la diocesi di Milano. La prima comunità fuori Milano ebbe inizio nel 1960 a Catania, seguirono Rimini, Rovereto, Trento, Chiavari e Forlì dove GS, come ricorda don Giussani, compì la "prima storica uscita nel settembre del '61 in Campigna", dal gruppo di Forlì ebbe inizio la comunità di Sansepolcro tra '64 e '66, prima in Toscana e, a sua volta, centro di diffusione del movimento in Umbria. Solo nei primi anni settanta CL diverrà completamente autonoma dall'Azione Cattolica.
Già durante la seconda metà degli anni cinquanta l'arcivescovo di Milano Giovanni Battista Montini (futuro papa Paolo VI) riportò a don Giussani le osservazioni di alcuni preti milanesi secondo i quali GS, contrariamente ai metodi dell'Azione Cattolica in cui era inserita, aveva abolito la tradizionale divisione tra associazioni maschili e femminili e aveva privilegiato l'apostolato d'ambiente rispetto a quello della parrocchia. Montini però concluse: «io non capisco le sue idee e i suoi metodi, ma vedo i frutti e le dico: vada avanti così».
Agli inizi degli anni sessanta, il vescovo di Crema riportava alcune critiche tra cui «GS non è un movimento della Chiesa, ma di un uomo, destinato a scomparire con lui»; mons. Franco Costa, assistente nazionale della FUCI (Federazione Universitaria Cattolica Italiana), chiese inutilmente a Montini il drastico ridimensionamento di GS o dello stesso don Giussani. Le pressioni di Azione Cattolica e FUCI continuarono, finché nel 1965 GS fu finalmente inserita esplicitamente come movimento d'ambiente nelle strutture di AC (avendo come presidente l'allora studente Luigi Negri, poi vescovo), e il quarantatreenne Giussani fu inviato "in esilio" negli USA dal cardinale di Milano Giovanni Colombo per studiare teologia protestante. Giussani fu costretto a rientrare dopo appena cinque mesi per un intervento chirurgico alla cistifellea, e fu quindi incaricato di insegnare "introduzione alla teologia" all'Università Cattolica del Sacro Cuore di Milano (cattedra che tenne fino al 1990). Nel frattempo l'allora studente Angelo Scola (futuro patriarca di Venezia e arcivescovo di Milano), veniva chiamato alla presidenza della FUCI milanese.
Nel numero di luglio del 1966 della Rivista Diocesana Milanese il cardinale Colombo annunciò di aver stabilito che i vertici di GS fossero i vicepresidenti di Azione Cattolica, e che i ragazzi avviati in GS proseguissero la loro formazione nella FUCI. Nello stesso anno Giuseppe Lazzati chiedeva le dimissioni di tutta la presidenza della GIAC (Gioventù Italiana Azione Cattolica) in quanto troppo legati a GS.
Nel febbraio 1966 vennero denunciati da GS gli autori dell'inchiesta pubblicata da La zanzara, giornale studentesco del Liceo Parini di Milano, intitolata "Che cosa pensano le ragazze d'oggi", un dibattito sulla condizione femminile e sulla posizione della donna nella nostra società, condotta criticando la famiglia tradizionale e la morale sessuale in termini forti per quell'epoca.
GS ribatté con un volantino firmato "Pariniani Cattolici", che pur accusando "la gravità dell'offesa recata alla sensibilità e al costume morale comune", era intitolato Protestiamo! Valori fondamentali della nostra tradizione sono la libertà e la democrazia.
Il caso de La zanzara rimbalzò sulle cronache nazionali, dividendo il paese. Democrazia Cristiana e Movimento Sociale Italiano costituirono il "partito della colpevolezza", mentre la sinistra e i cattolici progressisti intervennero in difesa degli studenti. Ne nacque un caso simbolo nella società italiana (seguito anche da Le Monde e da The New York Times), presentato come una questione di sesso tra studenti e rapidamente ripresa dalla stampa di sinistra e dai consiglieri comunali comunisti. Un gruppo di genitori firmò un telegramma di solidarietà al preside della scuola, mentre altri genitori denunciarono alla magistratura gli autori dell'inchiesta, che vennero assolti, così come il preside del Liceo dall'accusa di stampa oscena e corruzione di minorenni.
I rappresentanti di GS presentarono le proprie ragioni il 24 marzo successivo, in una sede del PIME, dove furono raccolte 4.500 firme a sostegno della posizione di GS, inviate ai giornali e alle autorità di Milano.
Il 17 novembre 1967 esplose il Sessantotto italiano, proprio con un'occupazione all'Università Cattolica milanese, a cui parteciparono anche molti aderenti di GS, AC, FUCI, addirittura passando in alcuni casi a Lotta Continua e al Movimento Studentesco di Mario Capanna: la crisi che il Sessantotto accese in tutto il mondo cattolico cambiò profondamente la fisionomia di tutte le aggregazioni della Chiesa in Italia.

### Progressiva distinzione fra Azione Cattolica e CL (1965-1972)
Gioventù Studentesca era inserita nell'Azione Cattolica ma la differenza nel metodo ne provocò, attraverso gli anni, il distacco e la crisi. Nel periodo del '68 molti aderenti abbandonarono il movimento ma altri, più fedeli a don Giussani, si riorganizzarono.
Nonostante la tensione con l'Azione Cattolica, fino ai primissimi anni settanta ai vertici dell'AC vi erano ancora giovani provenienti da GS. Per esempio, nel giugno 1970 Massimo Camisasca venne eletto vicepresidente per il Settore giovani dell'Azione Cattolica della diocesi di Milano, carica che avrebbe mantenuto fino al 1972.
La realtà da GS da tempo comprendeva anche universitari e adulti; i primi si organizzavano all'interno della FUCI, i secondi in comunità che si davano localmente nomi diversi. All'inizio degli anni '70 si cercò una denominazione nuova per l'intero movimento, e si iniziò a usare Comunione e Liberazione (quindi CLU per gli universitari e CLL per i lavoratori). Il nome deriva da un volantino diffuso da alcuni universitari nel 1969 e rimanda al contrasto col mondo culturale del tempo: mentre la cultura dichiarava che lo spirtito rivoluzionario era il cammino della liberazione dell'uomo, gli aderenti al movimento affermavano che tale cammino è possibile solo nella comunione cristiana, da cui la liberazione; la Salvezza è Gesù Cristo e la liberazione della vita e dell'uomo, qui e nell'aldilà, è legata continuamente all'incontro con Lui. Il 18 giugno 1971 la presidenza nazionale della FUCI emise un comunicato in cui diceva: «Preso atto che CL ha una sua organizzazione e un suo discorso su scala nazionale [...] è risultato più realistico considerare la FUCI e CL come due realtà distinte»; nell'ottobre successivo il cardinale Colombo andò anche oltre, affermando che «i gruppi di CL non sono un'alternativa all'AC ma sono solo un libero e legittimo movimento di apostolato». Queste prese di posizione portarono in meno di un anno al distacco definitivo di CL da AC, un distacco certamente non voluto da Giussani che fino all'ultimo dichiarò al cardinale Colombo di non aver mai voluto creare una struttura accanto ad altre strutture, ma solo sviluppare la propria opera all'interno delle strutture ecclesiastiche esistenti.
Dal rapporto epistolare tra il cardinale Colombo e Giussani emergerà poi la necessità di dotare CL di una qualche forma statutaria.

### Dall'accusa di «integrismo» al riconoscimento (1972-1982)

Manifestazione di CL durante gli anni '70

Negli anni immediatamente successivi al 1968, un periodo in cui tutte le associazioni ecclesiastiche erano in crisi, presso alcuni ambienti si vedeva con perplessità l'espansione di un movimento che faceva capo non ai vescovi ma a un sacerdote. Il vescovo Franco Costa, incaricato dalla CEI di tracciare un documento su CL, formulò un'accusa di «integrismo» che a causa dell'importanza dell'estensore rimase a lungo come etichetta di CL. Nel documento di Costa, l'accusa di «integrismo» coesisteva con un'accusa diametralmente opposta (quella di essere un movimento carismatico) a causa della rapida diffusione di CL in tutta Italia. Giussani ha sempre spiegato tale diffusione nei termini di propagazione di un'amicizia cristiana. CL veniva criticata gruppi di ispirazione cristiana come Gioventù ACLIsta e Cristiani per il Socialismo.
Un primo informale incoraggiamento pontificio al movimento venne il 23 marzo 1975 da parte di papa Paolo VI. Dopo un incontro in piazza san Pietro, in cui erano presenti diciottomila ciellini, Paolo VI fermò Giussani per dirgli «questa è la strada: vada avanti così! Coraggio, coraggio, lei e i suoi giovani, perché questa è la strada buona», ripetendo lo stesso incoraggiamento di vent'anni prima.
Paolo VI incaricò esplicitamente l'allora segretario della CEI mons. Enrico Bartoletti di seguire CL. Con Bartoletti sembrò che il riconoscimento fosse vicino, ma la sua morte improvvisa nel marzo 1976 riportò tutto in alto mare per altri quattro anni.
Papa Paolo VI, nell'udienza del 28 dicembre 1977, disse agli universitari di CL presenti: «siamo molto attenti all'affermazione che andate diffondendo del vostro programma, del vostro stile di vita, dell'adesione giovanile e nuova, rinnovata e rinnovatrice, agli ideali cristiani e sociali che vi dà l'ambiente cattolico in Italia», ricordando anche il loro «fondatore» don Giussani. Pochi anni dopo, CL avrebbe ottenuto il riconoscimento pontificio.
Durante gli anni settanta, con la progressiva crescita del movimento, ne aumentò l'esposizione mediatica tanto che nel marzo 1973 L'Espresso pubblicò una serie di articoli evidenziando la consistenza numerica di CL e qualificandola come «gli extraparlamentari della DC». Dal febbraio del 1974 si registrarono a Milano le prime aggressioni agli aderenti di CL sia nella scuola (nello stesso liceo Berchet e all'ITIS Molinari) che all'università (alla Statale) da parte di organizzazioni di estrema sinistra (come Avanguardia Operaia e Movimento Studentesco) e in qualche isolato caso di estrema destra (FUAN e Avanguardia Nazionale). In vista del referendum sul divorzio (maggio 1974), a causa della posizione del movimento dichiaratamente contraria al divorzio e alla campagna per il "SÌ", le organizzazioni ostili a CL la definirono «organizzazione giovanile della DC», «organizzazione squadristica di CL», «gruppo reazionario clerico-fascista al soldo di DC e padronato», e aumentarono le aggressioni tese a impedire assemblee e volantinaggi di CL. Nel giugno successivo gli universitari ciellini vennero aggrediti da esponenti del Movimento Studentesco durante una funzione religiosa nella chiesa della Statale di Milano; nei volantinaggi del Movimento Studentesco si chiedeva sempre di «togliere agibilità politica a CL» poiché «CL non ha il diritto di parlare in università». Nel dicembre successivo il manifesto affermava che sarebbero stati presenti nel movimento «alcuni squadristi di Ordine Nuovo», notizia smentita da Roberto Formigoni, allora leader nazionale di CL. «È una colpa sociale essere cristiani», commenterà amaramente il cardinale Ugo Poletti sulle pagine de L'Osservatore Romano.
Un volantino delle Brigate Rosse nel dicembre 1975 indica CL come uno strumento della «campagna clerico-fascista scatenata dal Vaticano contro il pericolo comunista» e i ciellini come «provocatori di professione al soldo dell'imperialismo». Il 14 febbraio 1976 appare su La Stampa e il manifesto la notizia che CL sarebbe «un'organizzazione politica creata dalla CIA e foraggiata con due miliardi di lire». Nonostante le smentite e la pubblicazione dei dati sull'autofinanziamento di CL e la querela ai due giornali, la notizia viene amplificata dalla stampa. Nello stesso febbraio ci furono diversi attacchi con bombe Molotov contro sedi di CL, con lo slogan «le sedi di CL si chiudono col fuoco», devastazioni o distruzioni di locali usati da ciellini, auto, proprietà, aggressioni con spranghe (il 17 giugno 1979 La Stampa e Il manifesto smentiranno quelle che erano state definite 'assurde calunnie'). Un attentato con bombe Molotov devasterà anche la sede della Jaca Book, la casa editrice creata da CL.
Nel luglio 1977 le Brigate Rosse gambizzano Mario Perlini, in quanto «segretario regionale dell'organizzazione di Comunione e Liberazione» (volantino BR del 14 luglio 1977), il 23 ottobre 1977 gambizzano Carlo Arienti, in quanto «uomo di punta di Comunione e Liberazione».

### Anni ottanta
Il desiderio di proseguire l'esperienza del movimento in una forma più stabile, da parte degli ex studenti che avevano incontrato don Giussani attraverso la scuola e l'università, si condensò nei primi anni settanta nella Fraternità di Comunione e Liberazione, riconosciuta l'11 febbraio 1982 dalla Chiesa cattolica quale associazione laicale di diritto pontificio. La Fraternità di Comunione e Liberazione si incontra annualmente per gli esercizi spirituali a Rimini.
Con un decreto dell'11 luglio 1980, infatti, l'abate di Montecassino, Martino Matronola, conferì la personalità giuridica all'associazione laicale denominata "Comunione e liberazione" ed eresse la Fraternità di Comunione e Liberazione, invitando gli altri Ordinari diocesani a che venisse "accolta, aiutata e incoraggiata". Nel novembre successivo il cardinale Ugo Poletti la riconobbe a Roma, e prima della fine dell'anno fu riconosciuta anche a Catania e in numerose altre diocesi italiane.
Il 30 gennaio 1982 una nota del Pontificio Consiglio per i Laici considerò l'approvazione pontificia della Fraternità un fatto compiuto, «anche perché il Santo Padre ha manifestato la sua augusta mens, favorevole alla concessione della personalità giuridica pontificia»; il decreto pontificio di papa Giovanni Paolo II seguì poco meno di due settimane dopo, l'11 febbraio 1982. Come presidente della Fraternità di Comunione e Liberazione fu nominato don Luigi Giussani.

### Anni 2000-2010
L'11 febbraio 2002 lo stesso Giovanni Paolo II scrisse a Giussani una lettera per i vent'anni di riconoscimento pontificio, in cui affermò che CL «ha voluto e vuole indicare» all'uomo di oggi «non una strada, ma la strada», e tale strada «è Cristo».
Il 24 marzo 2007 papa Benedetto XVI ha voluto ricevere in udienza in Piazza San Pietro l'intera comunità di CL in occasione del venticinquesimo anniversario della Fraternità. Agli oltre centomila presenti ha ricordato le parole del predecessore e rinnovato la stima e la benedizione nel cammino verso Cristo.
Il 7 marzo 2015 papa Francesco ha voluto ricevere in udienza in Piazza San Pietro l'intera comunità di CL. Incontro con il Movimento di Comunione e Liberazione (7 marzo 2015) | Francesco

### Anni 2020
il 15 ottobre 2022 papa Francesco ha ricevuto in udienza in Piazza San Pietro l'intera comunità di CL in occasione del centenario della nascita di don Giussani.Ai Membri di Comunione e Liberazione (15 ottobre 2022) | Francesco

## Caratterizzazione dell'associazione

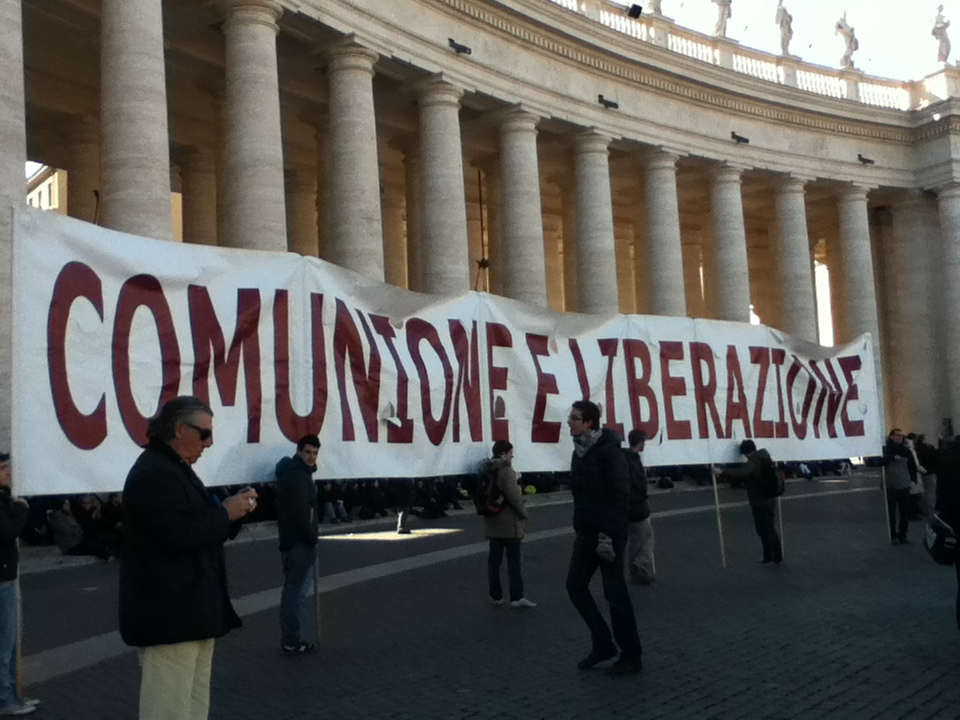
Striscione di Comunione e liberazione

Fin dalle sue origini come Gioventù Studentesca, la vita del movimento di Comunione e Liberazione è centrata sulla preghiera svolta nella liturgia.
L'esperienza di vita proposta all'interno di CL valorizza i tre aspetti che don Giussani indicava come fondanti l'esperienza cristiana: cultura, carità e missione.
- Scuola di comunità: Un'attività tipica del movimento è la catechesi detta scuola di comunità generalmente sui testi di don Giussani o del Magistero organizzata dalle singole comunità e aperta a tutti. Fin dai primi tempi di Gioventù Studentesca, don Giussani aveva stabilito come scopo primario l'educazione alla maturità cristiana e la collaborazione alla missione della Chiesa in ogni aspetto della vita. La scuola di comunità intende essere in primo luogo un metodo per verificare la presenza di Cristo nella propria vita, approfondendo il rapporto Fede-ragione e come la ragione umana possa approcciarsi al mistero di Dio e dell'Incarnazione, aiutando chi vi partecipa a prendere coscienza di come possa nascere dalla comunione con Cristo attraverso la Chiesa un'umanità nuova. Ogni comunità comincia il raduno con un canto e una preghiera, segue una libera discussione con al centro il paragone tra la propria esperienza personale e il testo che viene meditato, il tutto poi si conclude con una preghiera e gli avvisi, ritenuti le "gambe su cui può camminare la comunità".[senza fonte]
- Liturgia e preghiera: Don Giussani ha sempre utilizzato per sé e per il movimento semplicemente le preghiere e la liturgia della Chiesa, senza aggiunte o modifiche (a eccezione dell'Angelus che viene recitato in forma abbreviata con un solo Ave Maria). Nella Messa si utilizzano spesso canti della tradizione della Chiesa (gregoriani, laude medievali, polifonici, etc.). Le celebrazioni eucaristiche, aperte a tutti, sono ridotte all'essenziale: senza "segni" (cioè senza applausi, senza arredi sacri particolari, etc.), senza "monizioni" (né interventi spontanei), secondo quanto permette il Messale Romano. Don Giussani ha sempre promosso la liturgia delle Ore, che è recitata quasi sempre in gruppo e in recto tono. Agli inizi degli anni settanta fu compilata una versione semplificata[25] del breviario ambrosiano, racchiusa in un ciclo di una sola "settimana" anziché quattro, che è poi rimasta in uso; i consacrati (Memores Domini, etc.) utilizzano invece il breviario della Chiesa cattolica. Sulla scia della devozione mariana di don Giussani, la recita del rosario è frequente, e sono raccomandati in modo particolare anche l'Angelus, il Regina Coeli, il Memorare, la preghiera di san Bernardo (presente nel canto XXXIII della Divina Commedia) e l'invocazione allo Spirito (Veni Sancte Spiritus, veni per Mariam).
- Canto e musica: La passione di don Giussani per la musica e il canto sono un aspetto essenziale del movimento; secondo don Giussani il canto è «l'espressione più alta del cuore dell'uomo»,[26] «la carità più grande di tutte perché il canto rende vicino e visibile il mistero».[27] Giussani stesso racconta che fin «dalla prima Messa di GS, la prima in assoluto» insegnò ai suoi ragazzi i classici della devotio moderna, a cui seguiranno poi canti solisti, popolari o polifonici del Cinquecento e del Seicento. Inizialmente circoscritti all'ambito della sola liturgia, i cori di CL si sono poi formati anche su altri generi (dagli spirituals ai canti degli alpini, dai canti brasiliani al Laudario di Cortona, dai canti gregoriani e ambrosiani ai canti tradizionali spagnoli, irlandesi, sudamericani). Già nei primissimi tempi dell'insegnamento al Berchet don Giussani faceva ascoltare in classe, nelle sue lezioni di religione, dischi di Beethoven, Chopin, Brahms, e altri: l'ascolto e il commento di musica e canti è rimasto poi come uno dei fattori fondamentali della vita del movimento. Negli ultimi anni della sua vita don Giussani ha fondato e diretto la collana di CD Spirto gentil con i pezzi che riteneva meglio eseguiti, non solo di musica classica (tra cui Beethoven, Haydn, Mozart, Rachmaninov, Pergolesi) ma anche canti e musiche di altre tradizioni (ad esempio laudari medievali, canti popolari russi, canti popolari napoletani, canti baschi). Non per questo CL rinnega la canzone moderna in quanto tale: anzi, il movimento ha accolto anche compositori, come il cantautore Claudio Chieffo, che don Giussani chiamava semplicemente "il poeta". L'attenzione alla musica è tale che negli esercizi spirituali, a eccezione dei momenti degli incontri, c'è sempre l'esecuzione di un canto o di un pezzo di musica classica.
- Cultura: La preoccupazione di don Giussani di presentare la lettura di alcuni testi di personalità cristiane e non cristiane che potessero favorire una migliore comprensione dell'esperienza cristiana cominciò con la proposta del "libro del mese", che si è poi tradotta in una collana della BUR denominata I libri dello spirito cristiano. La proposta sull'ascolto della musica è invece nella collana di CD denominata Spirto gentil. In CL si presta grandissima attenzione all'arte, intesa come una delle espressioni più alte dell'uomo.
- Carità: Gli aderenti al movimento sono educati alla carità attraverso la "caritativa". Questo impegno settimanale affonda le sue radici nell'abitudine dei primi giessini di riversarsi nel fine settimana nella povera Bassa Milanese per fare compagnia ai bambini, giocare con loro e fare catechismo. La caritativa non è intesa come volontariato o come gesto di solidarietà, ma come strumento di educazione del cuore alla gratuità, da praticarsi nelle forme più disparate: per esempio, dedicare un'ora della settimana a fare compagnia ai carcerati, ai malati, a fare doposcuola ai bambini, ecc.
- Missione: Tutto il movimento di CL è missionario, nel senso che si propone di portare a ogni uomo la persona viva di Gesù. L'attenzione alla realtà missionaria propriamente detta è grandissima e affonda le sue radici negli anni sessanta, quando alcuni giessini milanesi partirono per il Brasile (paese cui il movimento sarebbe sempre stato legato) come missionari. In realtà quasi tutti i ragazzi di GS partiti dopo il '68 passarono nelle file dei movimenti marxisti, abbandonando il movimento,[28] a eccezione di don Pigi Bernareggi e di Rosetta Brambilla, poi rimasti in Brasile a Belo Horizonte.[29]

## Organizzazione
- Nell'insegnamento di don Giussani, la fede ha a che fare con ogni aspetto della vita, da cui la nascita in seno al movimento di circoli culturali, opere educative, cooperative di lavoro, attraverso cui Comunione e Liberazione si è diffusa assai più che per il tradizionale ambiente delle parrocchie. Al movimento è legata, ad esempio, l'associazione Compagnia delle Opere, nata nel 1986 e che riunisce migliaia tra imprenditori e opere di carattere assistenziale ed educative.
- Dal 1980 ogni anno, in una settimana della seconda metà di agosto, si svolge a Rimini il Meeting per l'amicizia fra i popoli, manifestazione in cui tramite incontri, eventi, mostre e dibattiti con esponenti del mondo della cultura, della politica, dell'industria e della finanza (sia italiani che stranieri), è evidenziato il coinvolgimento di CL con le più varie realtà religiose, politiche e sociali. Nel 1981 nasce a Milano il Centro Culturale San Carlo dietro un invito rivolto direttamente a don Giussani (poi ridenominato CMC-Centro Culturale di Milano), per dare vita a un luogo di incontro e cultura, dove potesse emergere il contributo che la ragione può portare all'esperienza della fede, attraverso la condivisione e il dialogo tra diverse esperienze di vita. Da lì nascono, negli stessi anni e in diverse città numerosi Centri Culturali che si riuniscono nell'Associazione Italiana Centri Culturali[30]. A Milano aderirono subito numerosi intellettuali, tra cui Giovanni Testori, oltre a docenti, professionisti, scrittori come Luca Doninelli, Silvano Petrosino, Giulio Sapelli, Salvatore Carrubba.
- Dall'ambiente di CL è nata la Fondazione Banco Alimentare, una ONLUS per la raccolta e la redistribuzione delle eccedenze alimentari (a cui si è poi aggiunto il Banco Farmaceutico) e l'AVSI (Associazione dei Volontari per il Servizio Internazionale).
- Da CL nasce nel 1982 il Sindacato delle Famiglie (SIDEF[31]), per la promozione dei diritti delle famiglie e il riconoscimento della loro soggettività sociale, ipotizzando che l'Italia sia uno dei paesi europei che più penalizza le esigenze delle famiglie.
- Da CL sono nate anche numerose altre iniziative dei più diversi ambiti: Club Papillon[32], Teatro de Gli Incamminati[33], Consorzio Pan (progetti asili nido)[34], Famiglie per Accoglienza[35], Associazione Cilla[36], Euresis[37], Teatro Elsinor[38], Federazione Opere Educative[39], Arcipelago Musica[40], ecc. L'associazione di fedeli Russia cristiana, d'altra parte, pur con posizioni vicine a CL e annoverando tra i propri aderenti molti ciellini, ha avuto genesi ed evoluzione propria e gode tuttora di una propria fisionomia non direttamente dipendente da CL.[41]

### Nell'ambiente universitario
- Il movimento di Comunione e Liberazione è presente nelle scuole e nelle Università. Alcuni aderenti al movimento partecipano attivamente alla politica universitaria mediante liste universitarie, così come alla politica locale, nazionale ed europea. Questo per seguire l'insegnamento della Chiesa di portare Cristo in tutti gli ambienti della società (cfr. Gaudium et Spes). La presenza di CL nelle università inizia a partire dalla fine degli anni sessanta con la sigla informale CLU (Comunione e Liberazione - Universitari) rimasta in uso per indicare tutti i gruppi universitari ispirati a CL. Tale presenza è stata spesso però vista, soprattutto negli anni 70, solo come un elemento politico, tanto che Giussani stesso, nel febbraio 1976, richiamò i suoi sottolineando che «CL in università è un fatto politico più che un fatto ecclesiale, e questo ci strozza» e indicando un nuovo modo di stare in Università più aderente al messaggio cristiano. La storia delle liste universitarie nate da aderenti a Comunione e Liberazione ha conosciuto negli anni successi e insuccessi legati soprattutto al radicamento di CL sul territorio e nelle singole Università e fa riferimento a sigle come Student Office, Obiettivo Studenti, Lista Aperta per il Diritto allo Studio, Ateneo Studenti, Universitas o ListOne riunite in una federazione nata negli anni novanta e denominata Coordinamento Liste per il Diritto allo Studio (CLDS). Negli atenei italiani il movimento di CL ha fatto sentire la sua voce con nette prese di posizione, dimostrazioni, volantinaggi, manifestazioni durante incontri pubblici su alcuni temi scottanti della politica italiana ed europea, esprimendosi contro l'aborto, l'utilizzo delle cellule staminali embrionali e a sostegno della legge 40/2004 sulla procreazione assistita (cfr. Politica italiana e CL), opponendosi al divorzio e al riconoscimento legale di coppie omosessuali e sostenendo la parità dei diritti tra scuole statali e private e per l'insegnamento della religione cattolica. Recentemente, anche negli atenei, CL ha preso posizione per quanto riguarda l'inserimento nel testo della Costituzione Europea del riferimento alle radici cristiane. Nei mesi di settembre, ottobre e novembre 2008, ovvero nei momenti di tensione tra governo da una parte e studenti, ricercatori e professori dall'altra, a causa della legge 133 (che prevedeva tagli orizzontali nell'ambito dell'università pubblica, della ricerca e del settore lavorativo universitario) il movimento di CL ha assunto una posizione generalmente poco critica rispetto alla situazione, assumendo posizioni in parte favorevoli al decreto, in parte contrarie; gli esponenti di CL si sono generalmente astenuti dalle manifestazioni di piazza.[senza fonte] Nell'ultimo decennio diversi studenti provenienti dall'esperienza di CL hanno aderito a partiti, buona parte a Forza Italia, militando nelle sue file e presentando candidati nelle sue liste. Per esempio, a Milano, Lorenzo "Lollo" Malagola, studente di Comunione e Liberazione e rappresentante degli studenti con il Coordinamento liste per il diritto allo studio in seno al Consiglio Nazionale degli Studenti Universitari, è stato eletto nel 2006 come consigliere comunale nelle liste di Forza Italia, seguendo le orme di Carlo Masseroli, che è stato assessore all'urbanistica del comune di Milano, passando dagli organi universitari fino ai banchi del consiglio comunale. Dallo stesso percorso è passato anche Giulio Gallera, che è arrivato a ricoprire ruoli significativi nell'amministrazione comunale di Milano sin dagli anni '90, in Forza Italia e Regione Lombardia, di cui è stato Assessore al Welfare dal 2016 al 2021.[42]

La posizione delle liste vicine al movimento di CL per quanto riguarda la riforma Moratti sullo stato giuridico della docenza e la struttura dei corsi di laurea è stata di un sostanziale appoggio al Ministro (sia pure con alcuni distinguo), in opposizione ad alcuni settori del mondo accademico (all'interno della CRUI, tra i professori, parte della conferenza dei ricercatori e dei dottorandi) e della sinistra studentesca all'epoca maggioranza in seno al CNSU. Un altro aspetto rilevante della presenza di CL in Università è rappresentato dalle iniziative cooperative. Nel 1977 alcuni studenti di CL fondarono infatti la Cooperativa Universitaria Studio e Lavoro (CUSL) per offrire servizi di fotocopisteria, libri, materiale di cancelleria, convenzioni con negozi, oltre a gestire con i propri proventi iniziative legate al diritto allo studio con borse e facilitazioni. Alla fine degli anni settanta le cooperative del Movimento Studentesco (di tradizione comunista) erano le uniche realtà organizzate a usufruire degli spazi universitari per offrire servizi agli studenti e la CUSL, che per diversi anni aveva operato con "banchetti volanti", acquisì la prima sede stabile solo nell'agosto del 1982, con l'occupazione, la pulizia e l'allestimento in uno scantinato abbandonato del Politecnico di Milano. Sempre alla sfera di CL appartiene l'associazione culturale Universitas University, con base a Milano e che raccoglie un ampio numero di docenti universitari facenti parte del movimento. Tra i documenti degni di nota si trova la difesa degli estensori della "Lettera a una professoressa" (vedi CLDS) firmata da 18 docenti dell'Università degli Studi di Milano.

### Editoria
- La rivista ufficiale del movimento è il mensile Tracce[46], pubblicato in undici lingue, tra cui il russo e il giapponese. All'esperienza di CL si rifaceva il settimanale Il Sabato (pubblicato tra il 1978 e il 1993). Fino agli anni ottanta la casa editrice dei testi legati al movimento è la Jaca Book (che prende nome da una pianta sudamericana, la jaca nota come "pianta del pane"); dalla fine degli anni ottanta i libri di Giussani e di altri autori legati a CL vengono pubblicati da diverse case editrici (principalmente Marietti editore e RCS MediaGroup).

## Impegno politico

Manifestazione di CL, anni settanta

Il movimento si è interessato in vari casi rivolti anche alla sfera politica, come per esempio la questione dell'aborto. Un episodio particolarmente significativo avvenne durante un'assemblea alla Cattolica nel 1973, quando il coro di CL cantò La ballata del potere di Claudio Chieffo. Il giornalista Walter Tobagi riporta che nel momento in cui il coro intonò la strofa «forza compagni: rovesciamo tutto e costruiamo un mondo meno brutto», i membri del Movimento Studentesco, inizialmente stupiti e cominciarono ad applaudire; l'applauso però si trasformò in fischi di disapprovazione quando il coro arrivò all'ultima strofa: «Ora tu dimmi, come può sperare un uomo, se ha in mano tutto, ma non ha il perdono?».
L'impegno politico risale all'inizio degli anni settanta, generalmente in appoggio alla Democrazia Cristiana. La prima vera battaglia politica fu il referendum sul divorzio del 12 maggio 1974, in cui il fronte cattolico si presentava diviso: per esempio le ACLI furono favorevoli, l'Azione Cattolica non prese una posizione ufficiale, altre formazioni ecclesiali – fra cui CL – si dichiararono contrarie. CL organizzò manifestazioni e incontri pubblici per promuovere le ragioni del "SÌ" all'abrogazione della legge sul divorzio ma il referendum fu vinto dai "NO"; ciò portò a una lunga riflessione all'interno di CL sull'efficacia delle manifestazioni e degli incontri.

### Il Movimento Popolare
Un anno dopo, il 29 maggio 1975, nacque il Movimento Popolare a opera di Roberto Formigoni e altri membri di CL, che tradussero in forza elettorale l'impegno politico di ispirazione cattolica di CL.
E già alle amministrative del 15-16 giugno 1975 la formazione guadagnò cinque eletti al comune di Milano, e diversi altri nel resto dell'Italia. Il 27 giugno 1975 il primo comunicato stampa di CL sulle elezioni affermava: «nonostante il calo percentuale della DC, un nuovo movimento cattolico è nato». Il movimento fu denominato Movimento Popolare, senza l'aggettivo "cattolico", perché non si voleva scomodare un riferimento così impegnativo alla Chiesa cattolica. Nel Movimento Popolare confluirono molti dalla CISL, dalla DC, dalle ACLI, dall'Azione Cattolica e da altri ambienti, ma la stampa continuò a considerarlo come l'espressione politica di CL. Giussani stesso, nel febbraio del 1976, ebbe ancora a lamentarsi che nelle università CL veniva considerata «un fatto politico più che un fatto ecclesiale»; nel maggio successivo Giussani e Formigoni scrissero ufficialmente a tutti i responsabili di CL che «il soggetto pubblico promotore di tutte le iniziative in campagna elettorale deve essere il Movimento Popolare, non CL; ciò al fine di evitare gravi equivoci sulla natura ecclesiale del nostro movimento [...] Non esistono candidati di CL, né nelle liste DC, né in alcuna altra lista. Esistono nella lista DC dei candidati che liberamente condividono l'esperienza di CL». I responsabili del Movimento Popolare affermarono che «alla radice del nostro modo di fare politica c'è un atteggiamento religioso», ma all'iniziale sostegno dato alla DC si affiancò gradualmente una polemica sul metodo democristiano, in particolare sul tema dell'aborto. Altre attività del Movimento Popolare riguardarono l'attività a favore dei boat people (in particolare i profughi che fuggirono dal Vietnam del Sud in guerra) e della Polonia di Solidarność. Con Tangentopoli e la messa in crisi della DC e della Prima Repubblica, il Movimento Popolare si sciolse il 2 dicembre 1993.
I più noti esponenti politici italiani direttamente legati al movimento sono stati l'ex presidente della Regione Lombardia Roberto Formigoni, l'ex vicepresidente del Parlamento Europeo Mario Mauro, il fondatore dell'Intergruppo Parlamentare per la Sussidiarietà Maurizio Lupi e l'ex ministro dei Beni Culturali Rocco Buttiglione.
Nel dicembre 1993 il Movimento Popolare cessò la sua attività.

### Nella seconda repubblica
Con lo scioglimento del Movimento Popolare e la dissoluzione della Democrazia Cristiana, attraverso Rocco Buttiglione e Roberto Formigoni, CL partecipò alla costituzione del Partito Popolare Italiano nel 1994. Buttiglione, negli scontri interni che seguirono, si oppose all'alleanza elettorale con L'Ulivo di Prodi, contrapponendovi l'accordo con il Polo per le Libertà di Silvio Berlusconi; operò quindi una scissione e fondò il CDU (Cristiani Democratici Uniti), che poi, assieme al CCD di Casini, aderì al Polo delle Libertà assieme a Forza Italia, Alleanza Nazionale e Lega Nord. Il sostegno di CL alla Casa delle Libertà si mantenne negli anni, pur con alcune eccezioni, come ad esempio il sostegno di parte del movimento a Democrazia Europea nelle elezioni politiche 2001, e a esponenti di centro-sinistra soprattutto in occasione di elezioni amministrative (per esempio in Campania e Toscana).
Dopo le esplicite prese di posizione in occasione dei referendum sull'aborto e sul divorzio (sui quali il mondo cattolico si era presentato frammentato e diviso), in occasione dei referendum abrogativi del 2005 in materia di procreazione medicalmente assistita l'intero movimento si è compattato attorno alla campagna per l'astensione, che ha visto impegnato la stragrande maggioranza del mondo cattolico italiano; CL si è sempre espressa negativamente sull'uso delle cellule staminali embrionali a scopo di ricerca.
Per le elezioni politiche del 2013 alcuni membri di CL, tra i quali Giorgio Vittadini (fondatore della Compagnia delle Opere) e l'imprenditore Graziano Debellini (leader del movimento ciellino veneto ed ex-presidente della Compagnia delle Opere), hanno manifestato il loro appoggio per il premier uscente Mario Monti a scapito di Silvio Berlusconi.

## Critiche

### Aspetti politici
Le critiche riguardanti aspetti politici sono pervenute sia dalla destra sia dalla sinistra, con una forte predominanza da quest'ultima a causa dell'accentuata presenza di movimenti studenteschi in ambienti universitari, posti in opposizione e alternativa, per esempio, al Movimento Studentesco, detentore negli anni settanta della maggioranza dei consensi nelle università milanesi e il più prolifico di critiche e attacchi a CL.
Fino a tutti gli anni settanta negli ambienti di GS prima e di CL poi si era utilizzato un linguaggio e uno stile prossimo a quello della sinistra (cfr. ad esempio tra i canti di CL, o tra le pubblicazioni della Jaca Book, o lo stesso termine «liberazione» del nome «Comunione e liberazione», in antitesi agli slogan comunisti dell'epoca). Ciò non poteva che portare a critiche da parte di ambienti di estrema sinistra, storicamente ostili a CL e che hanno sempre criticato tale movimento ecclesiale in termini di politica e di economia, per esempio contestando una presunta "economia parallela" (nella Compagnia delle Opere) capace di portare la sua influenza nel mondo politico italiano.
Nel 2003 scoppiò uno scandalo, legato all'ambiente cooperativo vicino a Comunione e Liberazione. Vennero inquisiti diversi dirigenti e fornitori della società cooperativa di ristorazione "La Cascina" con l'accusa di truffa aggravata, frode in pubbliche forniture, falso ideologico, turbativa d'asta, somministrazione di sostanze alimentari in modo pericoloso per la salute pubblica. Il procedimento si è poi concluso con il proscioglimento degli indagati.
La cooperativa, attiva dal 1978, s'è imposta tra i leader nazionali nel settore della ristorazione collettiva e si occupa di gestire mense universitarie, scolastiche, ospedaliere e dal 2002 anche la buvette del Senato; la cooperativa si occupa anche della gestione dei buoni pasto Break Time.
Una critica poco visibile è quella rivolta agli esponenti di CL che hanno raggiunto posizioni di rilievo nella società: essa ha a oggetto l'osservazione che tutti i collaboratori sarebbero scelti tra gli esponenti di CL secondo un'usanza ormai consolidata di occupazione silenziosa e vincente delle posizioni di potere. Secondo i sostenitori di questa tesi, ovunque vi sia una posizione rilevante acquisita anche da un solo esponente di CL seguirà l'occupazione delle poltrone da parte di altri esponenti di CL e la privazione di potere per gli esponenti di qualunque altra idea religiosa o politica
Un esempio è quello della regione Lombardia, ove, dal momento in cui è divenuto presidente, Formigoni si è circondato nel suo incarico, e quindi in posti di lavoro nell'Ente pubblico, di un gran numero di simpatizzanti e persone interne al movimento, escludendo di fatto gli oppositori.

### Da ambienti della Chiesa cattolica
Un appunto spesso mosso a CL, fin dai primissimi anni del Concilio Vaticano II, è che in CL «non si parla del Concilio». A questa obiezione già all'epoca rispose don Giussani: «Non ne parlavamo, lo vivevamo». Lo stile di CL, che le gerarchie ecclesiastiche indicheranno inizialmente come «movimento di apostolato d'ambiente», per giunta propagatosi attraverso un sacerdote anziché nell'ambito organizzativo dei vescovi, non poteva incontrare immediatamente il gradimento di quanti erano convinti della necessità dell'istituzionalizzazione di ogni movimento cattolico entro il sistema delle parrocchie (in realtà, ciò è storicamente avvenuto solo per l'Azione Cattolica). Giussani stesso ebbe a lamentarsi col cardinale Colombo di sentirsi «emarginato», dichiarando di non aver mai voluto creare una nuova struttura da affiancare alle altre esistenti nelle parrocchie. Solo con il riconoscimento pontificio (e con l'emergere di numerose altre aggregazioni ecclesiali, così come auspicato dal Concilio Vaticano II), si ridurrà questo genere di polemiche.
Come altri movimenti ecclesiali di rapida e grande diffusione, Comunione e Liberazione è stata accusata più o meno velatamente di proselitismo, anche da parte di alcune associazioni cattoliche tradizionali, con particolare riferimento agli ambienti della scuola e dell'università. Da tale accusa CL si difende ricordando la diffusione del movimento attraverso rapporti di amicizia piuttosto che con "discorsi o progetti organizzativi": secondo l'insegnamento di don Giussani, «non si costruisce una realtà nuova con dei discorsi o dei progetti organizzativi, ma vivendo gesti di umanità nuova nel presente» (intervento ad Assago del 1976).
Sempre all'interno della Chiesa, CL fu accusata di modernismo dalle ali più tradizionali e di tradizionalismo da quelle più progressiste. Tali critiche non sono mai state accolte dalla Congregazione per la dottrina della fede.

### Su aspetti religiosi, sociali e culturali
Da ambienti esterni a Comunione e Liberazione provengono critiche di tipo "religioso": c'è per esempio chi ha parlato di una sorta di "americanizzazione" di CL che porterebbe a un cristianesimo «degenerante per la cultura occidentale»; in questo movimento, infatti, gli Stati Uniti d'America sarebbero visti come un «punto di partenza per rilanciare l'evangelizzazione del mondo».
Don Giussani aveva in più occasioni parlato di «svuotare lo Stivale» (cioè diffondere fuori dell'Italia il movimento, in obbedienza alle indicazioni missionarie del Papa).
Poiché, secondo gli aderenti, l'impostazione della cultura di CL è la testimonianza dell'incontro cristiano in ogni ambito della vita (scuola, lavoro, impegno sociale e impegno politico), critiche a CL sono giunte anche da questi ambiti. Alcune critiche fanno riferimento alla massiccia presenza di CL negli ambienti scolastici, in particolare, i licei classici.
Ulteriori critiche a CL sono sorte a seguito di particolari prese di posizione in campo sociale e culturale. CL è stata accusata di revisionismo storico per quanto riguarda il Risorgimento italiano (al Meeting di Rimini, infatti, sono stati presentati negli ultimi anni testi di diversi autori con un punto di vista critico sul Risorgimento).
Comunione e Liberazione ha politicamente sostenuto il concetto organizzativo della sussidiarietà orizzontale
Comunione e Liberazione è identificata come setta nel saggio di Ferruccio Pinotti La lobby di Dio. Nel testo, ampia inchiesta giornalistica su tutti i livelli dell'organizzazione, vengono infatti messi in evidenza la presenza del carisma e del capo carismatico, la presenza di una struttura organizzativa capillare tra vertice e base, l'utilizzo sistematico di metodi di condizionamento e manipolazione degli adepti alla base. Analogamente, anche Urquhart nel saggio Le armate del Papa definisce Comunione e Liberazione come una setta cattolica.

## Cardinali, arcivescovi e vescovi provenienti da CL
- Cardinale Angelo Scola (arcivescovo emerito di Milano, in Italia)[73]
- Cardinale Carlo Caffarra † (arcivescovo emerito di Bologna, in Italia)[74][75][76]
- Mons. Paolo Pezzi, F.S.C.B.[77] (arcivescovo metropolita di Mosca, in Russia)
- Mons. Francisco Javier Martínez Fernández[78] (arcivescovo metropolita di Granada, in Spagna)
- Mons. Braulio Rodríguez Plaza (arcivescovo emerito di Toledo, in Spagna)
- Mons. Filippo Santoro (arcivescovo metropolita di Taranto, in Italia)
- Mons. Luigi Negri † (arcivescovo emerito di Ferrara-Comacchio, in Italia)
- Mons. Michele Pennisi (arcivescovo emerito di Monreale, in Italia)
- Mons. Gianni Danzi † (arcivescovo prelato di Loreto, in Italia)
- Mons. Eugenio Corecco † (vescovo di Lugano, in Svizzera)
- Mons. Giancarlo Vecerrica[79] (vescovo emerito di Fabriano-Matelica, in Italia)
- Mons. Giuliano Frigeni[80] (vescovo di Parintins, in Brasile)
- Mons. Giancarlo Petrini[81] (vescovo emerito di Camaçari, in Brasile)
- Mons. Guido Zendron[82] (vescovo di Paulo Afonso, in Brasile)
- Mons. Valter Dario Maggi[83] (vescovo di Ibarra, in Ecuador)
- Mons. Massimo Camisasca, F.S.C.B. (vescovo emerito di Reggio Emilia-Guastalla, in Italia)
- Mons. Adelio Dell'Oro (vescovo di Karaganda, in Kazakistan)
- Mons. Corrado Sanguineti (vescovo di Pavia, in Italia)
- Mons. Andrea Bellandi (Arcivescovo di Salerno-Campagna-Acerno, in Italia)
- Mons. Giovanni Mosciatti (Vescovo di Imola, in Italia)
- Mons. Marco Salvi (Vescovo di Civita Castellana, in Italia)
- Mons. Giuseppe Baturi (Arcivescovo di Cagliari, in Italia)
- Mons. Giovanni Paccosi (Vescovo di San Miniato, in Italia)
- Mons. Earl Kenneth Fernandes (Vescovo di Columbus, negli Stati Uniti)
- Mons. Paulo Alves Romão (Vescovo ausiliare di Rio de Janeiro, in Brasile)

Al momento della nomina episcopale hanno tutti lasciato ogni attività direttiva di CL.

### Storia del movimento
- Un avvenimento di vita, cioè una storia. Itinerario di quindici anni concepiti e vissuti - interviste e conversazioni con Luigi Giussani, con un'introduzione del cardinale Joseph Ratzinger, (Edit - Il Sabato, 1993)
- La Fraternità di Comunione e Liberazione. L'opera del movimento di Luigi Giussani, (San Paolo, 2002)
- Il movimento di Comunione e Liberazione. Conversazioni con Robi Ronza di Luigi Giussani, (Jaca Book, 1987)
- Comunione e Liberazione - Le origini (1954-1968) di Massimo Camisasca, (San Paolo, 2001), con introduzione di Joseph Ratzinger
- Comunione e Liberazione - La ripresa (1969-1976) di Massimo Camisasca, (San Paolo, 2003), con introduzione di Giacomo Biffi
- Comunione e Liberazione - Il riconoscimento (1976-1984) di Massimo Camisasca (San Paolo, 2006), con introduzione di Paul Josef Cordes
- Comunione e Liberazione di Salvatore Abbruzzese (Il Mulino, Bologna, 2001)

### Testi critici

#### In italiano
- "Le armate del Papa. Focolarini, Neocatecumenali, Comunione e Liberazione. I segreti delle misteriose e potenti nuove sette cattoliche" di Gordon Urquhart (Ponte alle Grazie, Firenze, 1996)
- "Gli estremisti di centro. Il neo-integralismo cattolico degli anni '70: Comunione e Liberazione" di Sandro Bianchi e Angelo Turchini, (Guaraldi, Firenze, 1975)
- "Religione e politica: Il caso italiano" di Gustavo Guizzardi e altri (Coines, Roma, 1976)
- "Revisionismo in mostra" di Massimo Baioni in Storia e problemi contemporanei n.1, 2002.
- "L'adolescente sublimato: psicodinamiche in Comunione e liberazione di Piera Serra, Guaraldi, 1978
- "Gli estremisti bianchi di Franco Ottaviano, Data News, 1986
- "L'ultima crociata: Comunione e Liberazione" di Geppina Cianflone, (Messina [etc.]: G. D'Anna, 1978)
- "Comunione e Liberazione: assalto al potere in Lombardia" di Enrico De Alessandri, (2009) disponibile in formato eBook presso Lulu.com → Autopubblicazione, stampa di libri e pubblicazione online - Lulu
- "La lobby di Dio - Fede, affari e politica" di Ferruccio Pinotti e Giovanni Viafora, (Chiarelettere 2010)

#### In inglese
- Comunione e Liberazione: A Fundamentalist Idea Of Power di Dario Zadra in Accounting for Fundamentalisms: The Dynamic Character of Movements (vol. 4 of series) Part I: Accounting for Christian Fundamentalisms (University of Chicago Press, Chicago, 1994 - Fundamentalism Project)
- Martin E Marty, R Scott Appleby, Fundamentalisms Observed (University of Chicago Press, 1 lug 1994), ISBN 0-226-50878-1
- Frederic Spotts, Theodor Wieser, Italy: A Difficult Democracy (Cambridge University Press, 30 apr 1986), ISBN 0-521-31511-5
- Gabriel Abraham Almond, R Scott Appleby, Emmanuel Sivan, Strong Religion (University of Chicago Press, 15 gen 2003), ISBN 0-226-01498-3